# Вила-Боа-ду-Мондегу
Вила-Боа-ду-Мондегу (порт. Vila Boa do Mondego) — населённый пункт и район в Португалии, входит в округ Гуарда. Является составной частью муниципалитета Селорику-да-Бейра. По старому административному делению входил в провинцию Бейра-Алта. Входит в экономико-статистический субрегион Бейра-Интериор-Норте, который входит в Центральный регион. Население составляет 150 человек на 2001 год. Занимает площадь 10,96 км².